# Яш-Йопаат
Яш-Йопаат (майя YAX-YOPAAT) — правитель Канульского царства со столицей в Цибанче.

## Биография
Яш-Йопаат является преемником и сыном Ут-Чаналя.
На монументе из Цибанче сообщается о церемонии окончание катуна 9.7.0.0.0, 7 Ахав 3 К'анк'ін (7 декабря 573 года).
Его преемником стал, вероятно его брат, Укай-Кан.